# Run BTS
Run BTS (달려라 방탄?, Dallyeora BangtanLR) è un varietà sudcoreano avente per protagonista il gruppo musicale BTS. Dal suo esordio nel 2015 è andato in onda su V Live, mentre dall'episodio speciale dell'11 ottobre 2022 la prima visione è stata spostata su Weverse.
Il 13 agosto 2024 è stato lanciato Dallyeora Seok-jin, uno spin-off con protagonista soltanto Jin, essendo gli altri membri impegnati con il servizio militare. Si è concluso il 27 maggio 2025 dopo 36 puntate.

## Concept
In ciascuna puntata di Run BTS, i membri del gruppo affrontano una serie di missioni, sfide o altre attività (come gare di cucina, competizioni sportive, recitazione, partite a Mafia e dibattiti sugli argomenti più disparati), al termine delle quali possono vincere dei premi o essere sottoposti a delle punizioni. Spesso la produzione sceglie uno o più BTS come spia, dandogli il compito di sabotare di nascosto gli altri membri.
Run BTS ha avuto per la prima volta degli ospiti ufficiali nelle puntate 114 e 115, con l'apparizione speciale di cinque giocatori professionisti di League of Legends della squadra sudcoreana di sport elettronici T1: Faker, Teddy, Effort, Cuzz e Canna. Nella puntata 125 è stato invece ospite lo chef Paik Jong-won per promuovere una marca di carne in scatola a sostegno degli allevamenti di suini in difficoltà finanziarie a causa della pandemia da COVID-19. Paik è poi riapparso nell'episodio 142.

## Trasmissione
Annunciato il 28 febbraio 2015, Run BTS è andato in onda dal 1º agosto seguente al 5 gennaio 2016. Originariamente previsto per durare soltanto 10 puntate, è stato in seguito rinnovato vista la reazione positiva degli spettatori. La seconda stagione è stata trasmessa dal 31 gennaio 2017 al 23 luglio 2018, mentre la terza dal 1º gennaio 2019. Dopo la puntata 155 del 12 ottobre 2021, ha preso una pausa, che è durata 10 mesi. Il 16 agosto 2022 è stata caricata su V Live, Weverse e, per la prima volta, su YouTube la prima parte di un episodio speciale intitolato Telepathy. Gli episodi successivi sono stati resi disponibili solo su Weverse e YouTube, piattaforma sulla quale sono state poi caricate anche tutte le puntate precedenti.
Le puntate più popolari sono state trasmesse in televisione in diverse occasioni. Dall'11 luglio al 29 agosto 2018 il canale televisivo Mnet ne ha mandate in onda otto, tra cui la 27, la 28, la 33 e la 34, a cadenza settimanale, mentre dal 21 settembre 2019 sono state trasmesse su JTBC e JTBC2. Il 25 gennaio 2020 è iniziata la messa in onda di sedici puntate sul canale giapponese TBS1. Una versione riassunta dell'episodio 125, avente come ospite lo chef Paik Jong-won, è stata inclusa nella 59ª puntata del suo programma Mannam-ui gwangjang.
Run BTS è stato incluso nella programmazione speciale di JTBC dedicata ai contenuti degli artisti delle Hybe Labels che ha avuto inizio il 1º aprile 2021. Per l'occasione, due episodi inediti (il 138 e il 139) sono stati trasmessi in televisione prima di essere resi disponibili su V Live e Weverse.
Dal 4 al 14 maggio 2021 il programma ha collaborato con lo show Chuljang sib-o-ya del produttore Na Young-seok, realizzando quattro puntate crossover, due trasmesse all'interno di Run BTS e due all'interno di Chuljang sib-o-ya.

## Puntate

### Prima stagione
| n° | Titolo originale | Pubblicazione originale |
| -- | --- | ----------------------- |
| 1  | Open | 1 agosto 2015           |
| 2  | Choego-ui namja (최고의 남자?; L'uomo migliore)                                                                                 | 2 agosto 2015           |
| 3  | Nor-igong-won (놀이공원?; Parco divertimenti)                                                                                   | 18 agosto 2015          |
| 4  | 30cho gate (30초 게이트?; All'uscita in 30 secondi)                                                                             | 15 settembre 2015       |
| 5  | Hanga-wi maj-i: 100cho undonghoe (한가위 맞이: 100초 운동회?; Festival di metà autunno: la giornata degli sport in 100 secondi) | 29 settembre 2015       |
| 6  | Kkong-teu: Gohaeseongsa (꽁트: 고해성사?; Sketch: Confessioni)                                                                  | 13 ottobre 2015         |
| 6  | Kkong-teu: Gohaeseongsa 2 (꽁트: 고해성사2?; Sketch: Confessioni 2)                                                             | 20 ottobre 2015         |
| 7  | Survival (서바이벌?) | 17 novembre 2015        |
| 8  | Bomulchatgi (보물찾기?; Caccia al tesoro)                                                                                       | 15 dicembre 2015        |
| 9  | Bungee jumping (번지점프?) | 22 dicembre 2015        |
| 10 | N.D. | 5 gennaio 2016          |

### Seconda stagione
| n° | Titolo originale | Pubblicazione originale |
| -- | --- | ----------------------- |
| 11 | Back to School | 31 gennaio 2017         |
| 12 | Cops | 28 febbraio 2017        |
| 13 | Dasi dor-a-on – Spy – (다시 돌아온 – 스파이 –?; È tornata – La spia –)                                                                                            | 7 marzo 2017            |
| 14 | Dasi dor-a-on – Spy – (다시 돌아온 – 스파이 –?; È tornata – La spia –)                                                                                            | 14 marzo 2017           |
| 15 | Dasi dor-a-on – Spy – (다시 돌아온 – 스파이 –?; È tornata – La spia –)                                                                                            | 21 marzo 2017           |
| 16 | Snow Park – Dong-gye olympic (Snow Park – 동계 올림픽?; Snow Park – Olimpiadi invernali)                                                                          | 28 marzo 2017           |
| 17 | Oraksil olympic (오락실 올림픽?; Olimpiadi in sala giochi) | 11 aprile 2017          |
| 18 | Oraksil olympic (오락실 올림픽?; Olimpiadi in sala giochi) | 18 aprile 2017          |
| 19 | Strike (스트라이크?) | 2 maggio 2017           |
| 20 | Hansik daejeom (한식 대점?; Sapori coreani) | 23 maggio 2017          |
| 21 | Board game daehangjeon (보드게임 대항전?; Sfida ai giochi da tavolo)                                                                                              | 30 maggio 2017          |
| 22 | Hanga-wi daechukje (한가위 대축제?; Festival di metà autunno) | 3 ottobre 2017          |
| 23 | Pet Friends (펫 프렌즈?) | 17 ottobre 2017         |
| 24 | BTS VS zombi (BTS VS 좀비?) | 24 ottobre 2017         |
| 25 | Game wang (게임 왕?; Il re dei giochi) | 31 ottobre 2017         |
| 26 | Secret Agent (시크릿 에이전트?) | 7 novembre 2017         |
| 27 | Eoseo wa MTneun cheo-um-iji? -1pyeo- (어서 와 MT는 처음이지? -1펴-?; Benvenuti, è il vostro primo Membership Training? -Parte 1-)                                 | 14 novembre 2017        |
| 28 | Eoseo wa MTneun cheo-um-iji? -2pyeo- (어서 와 MT는 처음이지? -2펴-?; Benvenuti, è il vostro primo Membership Training? -Parte 2-)                                 | 21 novembre 2017        |
| 29 | Billboard Hot 100 gong-yak seoro kodihaejugi (빌보드 HOT100 공약 서로 코디해주기?; La promessa per l'entrata nella Billboard Hot 100: stilisti l'uno per l'altro) | 28 novembre 2017        |
| 30 | Chu-eog-ui yeneung -1pyeo- (추억의 예능 -1펴-?; I varietà dei ricordi -Parte 1-)                                                                                  | 5 dicembre 2017         |
| 31 | Chu-eog-ui yeneung -2pyeo- (추억의 예능 -2펴-?; I varietà dei ricordi -Parte 2-)                                                                                  | 12 dicembre 2017        |
| 32 | Santareul butak-hae (산타를 부탁해?; Prendetevi cura di Babbo Natale)                                                                                             | 23 dicembre 2017        |
| 33 | BTS X manitto 1pyeon (BTS X 마누토 1편?; BTS X Regali segreti Parte 1)                                                                                            | 26 dicembre 2017        |
| 34 | BTS X manitto 2pyeon (BTS X 마누토 2편?; BTS X Regali segreti Parte 2)                                                                                            | 2 gennaio 2018          |
| 35 | Kimchi daejeom (김치 대첨?; La battaglia del kimchi) | 9 gennaio 2018          |
| 36 | Kimchi daejeom (김치 대첨?; La battaglia del kimchi) | 16 gennaio 2018         |
| 37 | Dasi dor-a-on Bangtan marble (다시 돌아온 방탄마블?; Il ritorno del Monopoli dei BTS)                                                                             | 23 gennaio 2018         |
| 38 | Dallyeora Bangtan (달려라 방탄?; Gira BTS) | 30 gennaio 2018         |
| 39 | Bangtan golden bell -1pyeon- (방탄 골든 벨 -1편-?; Il Golden Bell dei BTS -Parte 1-)                                                                              | 6 febbraio 2018         |
| 40 | Seolteukjip -Bokgilman geotja- (설특집 -복길만 걷자-?; Speciale capodanno lunare -Solo cose belle-)                                                               | 13 febbraio 2018        |
| 41 | Bangtan golden bell -2pyeon- (방탄 골든 벨 -1편-?; Il Golden Bell dei BTS -Parte 2-)                                                                              | 20 febbraio 2018        |
| 42 | Sports daegyeokdeul (스포츠 대격돌?; Sfida sportiva) | 27 febbraio 2018        |
| 43 | Ogammanjok 1pyeon (오감만족 1편?; Soddisfazione dei cinque sensi parte 1)                                                                                         | 6 marzo 2018            |
| 44 | Ogammanjok 2pyeon (오감만족 2편?; Soddisfazione dei cinque sensi parte 2)                                                                                         | 13 marzo 2018           |
| 45 | Bangtan café (방탄 카페?; Caffetteria BTS) | 20 marzo 2018           |
| 46 | Bangtan gongbang (방탄 공방?; La bottega dei BTS) | 27 marzo 2018           |
| 47 | Bangtan ma-eur-eul jikyeora -1pyeon- (방탄 마을을 지켜라 -1편-?; Proteggete il villaggio dei BTS -Parte 1-)                                                       | 3 aprile 2018           |
| 48 | Bangtan ma-eur-eul jikyeora -2pyeon- (방탄 마을을 지켜라 -2편-?; Proteggete il villaggio dei BTS -Parte 2-)                                                       | 10 aprile 2018          |
| 49 | Balbang jeon-yaje -1bu- (달방 전야제 -1부-?; Vigilia del 50º episodio -Parte 1-)                                                                                  | 17 aprile 2018          |
| 50 | Jeon-yaje 2bu & 50hoe teukjip (전야제 2부 & 50회 특집?; Vigilia parte 2 e speciale 50º episodio)                                                                  | 24 aprile 2018          |
| 51 | 50hoe teukjip 2bu (50회 특집 2부?; Speciale 50º episodio parte 2)                                                                                                 | 1 maggio 2018           |
| 52 | Bangtan ESCAPE (방탄 ESCAPE?; BTS Escape) | 26 giugno 2018          |
| 53 | Bangtan a-yuhoe -1- (방탄 야유회 -1-?; La breve gita dei BTS -1-)                                                                                                 | 3 luglio 2018           |
| 54 | Bangtan a-yuhoe -2- (방탄 야유회 -2-?; La breve gita dei BTS -2-)                                                                                                 | 10 luglio 2018          |
| 55 | Bangtan a-yuhoe -3- (방탄 야유회 -3-?; La breve gita dei BTS -3-)                                                                                                 | 17 luglio 2018          |
| 56 | Bangtan a-yuhoe -4- (방탄 야유회 -4-?; La breve gita dei BTS -4-)                                                                                                 | 23 luglio 2018          |

### Terza stagione
| n°  | Titolo originale                                                                                  | Pubblicazione originale |
| --- | ------------------------------------------------------------------------------------------------- | ----------------------- |
| 57  | Bangtan chef 1 (방탄 셰프 1?; BTS chef 1)                                                         | 1 gennaio 2019          |
| 58  | Bangtan chef 2 (방탄 셰프 2?; BTS chef 2)                                                         | 8 gennaio 2019          |
| 59  | Bangtan in hotel 1 (방탄 in 호텔 1?; I BTS in hotel 1)                                            | 15 gennaio 2019         |
| 60  | Bangtan in hotel 2 (방탄 in 호텔 2?; I BTS in hotel 2)                                            | 22 gennaio 2019         |
| 61  | Bangtan in sauna 1 (방탄 in 사우나 1?; I BTS alla sauna 1)                                        | 29 gennaio 2019         |
| 62  | Bangtan in sauna 2 (방탄 in 사우나 2?; I BTS alla sauna 2)                                        | 5 febbraio 2019         |
| 63  | Bangtan hakgyo 1 (방탄 학교 1?; La scuola dei BTS 1)                                              | 12 febbraio 2019        |
| 64  | Bangtan hakgyo 2 (방탄 학교 2?; La scuola dei BTS 2)                                              | 19 febbraio 2019        |
| 65  | Bangtan hakgyo 3 (방탄 학교 3?; La scuola dei BTS 3)                                              | 26 febbraio 2019        |
| 66  | Bangtan in manhwabang 1 (BTS in 만화방 1?; I BTS al manga café 1)                                 | 5 marzo 2019            |
| 67  | Bangtan in manhwabang 2 (BTS in 만화방 1?; I BTS al manga café 2)                                 | 12 marzo 2019           |
| 68  | Heart Pang (하트장?, HateujangLR)                                                                 | 19 marzo 2019           |
| 69  | BTS in Toronto 1 (BTS in 토론토 1?)                                                               | 30 aprile 2019          |
| 70  | BTS in Toronto 2 (BTS in 토론토 2?)                                                               | 7 maggio 2019           |
| 71  | BTS in Toronto 3 (BTS in 토론토 3?)                                                               | 14 maggio 2019          |
| 72  | Bangtangwa Mafia (방탄과 마피아?; I BTS e Mafia)                                                  | 21 maggio 2019          |
| 73  | Bangtan drama 1 (방탄 드라마 1?; Il drama dei BTS 1)                                              | 28 maggio 2019          |
| 74  | Bangtan drama 2 (방탄 드라마 2?; Il drama dei BTS 2)                                              | 4 giugno 2019           |
| 75  | Bangtan drama 3 (방탄 드라마 3?; Il drama dei BTS 3)                                              | 11 giugno 2019          |
| 76  | Bangtan drama 4 (방탄 드라마 4?; Il drama dei BTS 4)                                              | 18 giugno 2019          |
| 77  | Sikbak 1 (식박 1?; L'ospite è il cibo 1)                                                          | 25 giugno 2019          |
| 78  | Sikbak 2 (식박 2?; L'ospite è il cibo 2)                                                          | 2 luglio 2019           |
| 79  | Dajakjeon 1 (다작전 1?; Operazione 007 1)                                                         | 9 luglio 2019           |
| 80  | Dajakjeon 2 (다작전 1?; Operazione 007 2)                                                         | 16 luglio 2019          |
| 81  | Bangtan VR 1 (방탄 VR 1?; I BTS e la realtà virtuale 1)                                           | 23 luglio 2019          |
| 82  | Bangtan VR 2 (방탄 VR 2?; I BTS e la realtà virtuale 2)                                           | 30 luglio 2019          |
| 83  | Yeoreum ya-yuhoe 1 (여름 야유회 1?; Uscita estiva 1)                                              | 6 agosto 2019           |
| 84  | Yeoreum ya-yuhoe 2 (여름 야유회 2?; Uscita estiva 2)                                              | 13 agosto 2019          |
| 85  | Yeoreum ya-yuhoe 3 (여름 야유회 3?; Uscita estiva 3)                                              | 20 agosto 2019          |
| 86  | Han-geunnal teukjib 1 (한글날 특집 1?; Speciale giorno dell'hangul 1)                             | 8 ottobre 2019          |
| 87  | Han-geunnal teukjib 2 (한글날 특집 2?; Speciale giorno dell'hangul 2)                             | 18 ottobre 2019         |
| 88  | Han-geunnal teukjib 3 (한글날 특집 3?; Speciale giorno dell'hangul 3)                             | 22 ottobre 2019         |
| 89  | Dor-a-on Bangtan Ga-yo 1 (돌아온 방탄가요 1?; È tornato BTS Gayo 1)                               | 5 novembre 2019         |
| 90  | Dor-a-on Bangtan Ga-yo 2 (돌아온 방탄가요 2?; È tornato BTS Gayo 2)                               | 12 novembre 2019        |
| 91  | Mini Golden Bell 1 (미니 골든벨 1?)                                                               | 14 gennaio 2020         |
| 92  | Mini Golden Bell 2 (미니 골든벨 2?)                                                               | 21 gennaio 2020         |
| 93  | BTS Marble 1 (BTS 마블 1?, BTS mabeul 1LR)                                                        | 28 gennaio 2020         |
| 94  | BTS Marble 2 (BTS 마블 2?, BTS mabeul 2LR)                                                        | 4 febbraio 2020         |
| 95  | Bangtan-a nolja 1 (방탄아 놀자 1?; BTS, giochiamo 1)                                              | 10 marzo 2020           |
| 96  | Bangtan-a nolja 2 (방탄아 놀자 2?; BTS, giochiamo 2)                                              | 17 marzo 2020           |
| 97  | Pajama party 1 (파자마 파티 1?; Pigiama party 1)                                                  | 24 marzo 2020           |
| 98  | Pajama party 2 (파자마 파티 2?; Pigiama party 2)                                                  | 31 marzo 2020           |
| 99  | Florist (플로리스트?, PeulloriseuteuLR; Fioristi)                                                 | 7 aprile 2020           |
| 100 | 100hoe teukjip 1 (100회 특집 1?; Speciale 100º episodio 1)                                        | 14 aprile 2020          |
| 101 | 100hoe teukjip 2 (100회 특집 2?; Speciale 100º episodio 2)                                        | 21 aprile 2020          |
| 102 | Avatar yori-wang 1 (아바타 요리왕 1?; Il re della cucina tramite avatar 1)                        | 28 aprile 2020          |
| 103 | Avatar yori-wang 2 (아바타 요리왕 2?; Il re della cucina tramite avatar 2)                        | 5 maggio 2020           |
| 104 | 'Dalbang' sajinjeon 1 ('달방' 사진전 1?; La mostra fotografica di Run BTS 1)                      | 16 giugno 2020          |
| 105 | 'Dalbang' sajinjeon 2 ('달방' 사진전 2?; La mostra fotografica di Run BTS 2)                      | 23 giugno 2020          |
| 106 | 'Dalbang' sajinjeon 3 ('달방' 사진전 3?; La mostra fotografica di Run BTS 3)                      | 30 giugno 2020          |
| 107 | BTS game dan 1 (방탄게임단 1?; BTS Game Scouts 1)                                                 | 7 luglio 2020           |
| 108 | BTS game dan 2 (방탄게임단 2?; BTS Game Scouts 2)                                                 | 14 luglio 2020          |
| 109 | Dalbang dubbing (달방 더빙?, Dalbang deobingLR; Run BTS doppiaggio)                               | 21 luglio 2020          |
| 110 | Bomur-eul chaj-aseo 1 (보물을 찾아서 1?; Trova il tesoro 1)                                       | 28 luglio 2020          |
| 111 | Bomur-eul chaj-aseo 2 (보물을 찾아서 2?; Trova il tesoro 2)                                       | 4 agosto 2020           |
| 112 | Dalbang school 1 (달방 스쿨 1?; La scuola di Run BTS 1)                                           | 20 ottobre 2020         |
| 113 | Dalbang school 2 (달방 스쿨 2?; La scuola di Run BTS 2)                                           | 27 ottobre 2020         |
| 114 | League of Number Ones 1 (리그 오브 넘버원 1?, Rigeu obeu neombeo-won 1LR)                         | 3 novembre 2020         |
| 115 | League of Number Ones 2 (리그 오브 넘버원 2?, Rigeu obeu neombeo-won 2LR)                         | 10 novembre 2020        |
| 116 | Danhamnyeok teukjip 1 (단합력 특집 1?; Speciale team building 1)                                  | 17 novembre 2020        |
| 117 | Danhamnyeok teukjip 2 (단합력 특집 2?; Speciale team building 2)                                  | 24 novembre 2020        |
| 118 | Photo Story 1 (포토스토리 1?, Potoseutori 1LR)                                                    | 1º dicembre 2020        |
| 119 | Photo Story 2 (포토스토리 2?, Potoseutori 2LR)                                                    | 8 dicembre 2020         |
| 120 | Eungdaphara Bangtan ma-eul 1 (응답하라 방탄 마을 1?; Rispondi, villaggio dei BTS 1)               | 15 dicembre 2020        |
| 121 | Eungdaphara Bangtan ma-eul 2 (응답하라 방탄 마을 2?; Rispondi, villaggio dei BTS 2)               | 22 dicembre 2020        |
| 122 | Yeok avatar chef 1 (역 아바타 셰프 1?; Chef avatar al contrario 1)                                | 29 dicembre 2020        |
| 123 | Yeok avatar chef 2 (역 아바타 셰프 2?; Chef avatar al contrario 2)                                | 5 gennaio 2021          |
| 124 | PDjakgapyeon (PD작가편?; Versione produttori)                                                     | 12 gennaio 2021         |
| 125 | K-ham teukjip (K-햄 특집?; Speciale K-ham)                                                        | 19 gennaio 2021         |
| 126 | 777 Lucky Seven 1 (777 럭키 세븐 1?, 777 reokki sebeun 1LR)                                       | 26 gennaio 2021         |
| 127 | 777 Lucky Seven 2 (777 럭키 세븐 2?, 777 reokki sebeun 2LR)                                       | 2 febbraio 2021         |
| 128 | Hello 2021                                                                                        | 9 febbraio 2021         |
| 129 | Janggi project tennis (장기 프로젝트 테니스?; Progetto a lungo termine, il tennis)                | 16 febbraio 2021        |
| 130 | Janggi project tennis 2 (장기 프로젝트 테니스 2?; Progetto a lungo termine, il tennis 2)          | 23 febbraio 2021        |
| 131 | 77bun toron 1 (77분 토론 1?; Dibattito da 77 minuti 1)                                            | 2 marzo 2021            |
| 132 | 77bun toron 2 (77분 토론 2?; Dibattito da 77 minuti 2)                                            | 9 marzo 2021            |
| 133 | Yeonsuhoe teukjip 1 (연수회 특집 1?; Speciale workshop 1)                                         | 16 marzo 2021           |
| 134 | Yeonsuhoe teukjip 2 (연수회 특집 2?; Speciale workshop 2)                                         | 23 marzo 2021           |
| 135 | Yeonsuhoe teukjip 3 (연수회 특집 3?; Speciale workshop 3)                                         | 30 marzo 2021           |
| 136 | Yeneung quiz show 1 (예능 퀴즈쇼 1?; Quiz show d'intrattenimento 1)                               | 6 aprile 2021           |
| 137 | Yeneung quiz show 2 (예능 퀴즈쇼 2?; Quiz show d'intrattenimento 2)                               | 13 aprile 2021          |
| 138 | Bangtan takgu gyosil 1 (방탄 탁구 교실 1?; La lezione di tennistavolo dei BTS 1)                  | 15 aprile 2021          |
| 139 | Bangtan takgu gyosil 2 (방탄 탁구 교실 2?; La lezione di tennistavolo dei BTS 2)                  | 22 aprile 2021          |
| 140 | Bangtan kollabo yeneung 1 (방탄 콜라보 예능 1?; Il varietà collaborativo dei BTS 1)               | 4 maggio 2021           |
| 141 | Bangtan kollabo yeneung 2 (방탄 콜라보 예능 2?; Il varietà collaborativo dei BTS 2)               | 11 maggio 2021          |
| 142 | Hwasang-ui gunghap (환상의 궁합?; Una combinazione fantastica)                                    | 15 giugno 2021          |
| 143 | Dalbang books (달방 북스?; Run BTS Books)                                                         | 22 giugno 2021          |
| 144 | Dalbang ga-yo (달방가요?; Run BTS Gayo)                                                           | 29 giugno 2021          |
| 145 | Bangtan ma-eul Joseon sidae 1 (방탄마을 조선시대 1?; Il villaggio BTS nel periodo Joseon 1)       | 3 agosto 2021           |
| 146 | Bangtan ma-eul Joseon sidae 2 (방탄마을 조선시대 2?; Il villaggio BTS nel periodo Joseon 2)       | 10 agosto 2021          |
| 147 | Bangtan ma-eul Joseon sidae 3 (방탄마을 조선시대 3?; Il villaggio BTS nel periodo Joseon 3)       | 17 agosto 2021          |
| 148 | Bangtan interior 1 (방탄 인테리어1?, Bangtan interi-eo 1LR)                                       | 24 agosto 2021          |
| 149 | Bangtan interior 2 (방탄 인테리어2?, Bangtan interi-eo 2LR)                                       | 31 agosto 2021          |
| 150 | Jjeon-ui jeonjaeng hokangseu 1 (쩐의 전쟁 호캉스1?; Guerra dei soldi all'albergo delle vacanze 1) | 7 settembre 2021        |
| 151 | Jjeon-ui jeonjaeng hokangseu 2 (쩐의 전쟁 호캉스2?; Guerra dei soldi all'albergo delle vacanze 2) | 14 settembre 2021       |
| 152 | Chu-eog-ui norae 1 (추억의 노래1?; Le canzoni dei ricordi 1)                                      | 21 settembre 2021       |
| 153 | Chu-eog-ui norae 2 (추억의 노래2?; Le canzoni dei ricordi 2)                                      | 28 settembre 2021       |
| 154 | Finale 1 (피날레1?, Pinalle 1LR)                                                                  | 5 ottobre 2021          |
| 155 | Finale 2 (피날레2?, Pinalle 2LR)                                                                  | 12 ottobre 2021         |

### Puntate speciali
| Titolo originale | Pubblicazione originale |
| --- | ----------------------- |
| Run! BTS Live in Thailand | 10 agosto 2015          |
| Survival Director's cut (서바이벌 Director's cut?, Seobaibeol Director's cutLR)                                                 | 29 maggio 2020          |
| Dalbang dubbing Director's cut (달방 더빙 Director's cut?, Dalbang deobing Director's cutLR; Run BTS doppiaggio Director's cut) | 11 agosto 2020          |
| Telepathy pt. 1 (텔레파시 pt. 1?, Tellepasi pt. 1LR)                                                                            | 16 agosto 2022          |
| Telepathy pt. 2 (텔레파시 pt. 2?, Tellepasi pt. 2LR)                                                                            | 23 agosto 2022          |
| Flying Sonyeondan pt. 1 (플라잉소년단 pt. 1?, Peulla-ingsonyeondan pt. 1LR; BTS volanti pt. 1)                                  | 11 ottobre 2022         |
| Flying Sonyeondan pt. 2 (플라잉소년단 pt. 2?, Peulla-ingsonyeondan pt. 2LR; BTS volanti pt. 2)                                  | 18 ottobre 2022         |
| Dalbang TV pt. 1 (달방 pt. 1?; Run BTS TV pt. 1)                                                                                | 22 novembre 2022        |
| Dalbang TV pt. 2 (달방 pt. 2?; Run BTS TV pt. 2)                                                                                | 29 novembre 2022        |
| Cheonjae manjae balguldan pt. 1 (천재 만재 발굴단 pt. 1?; Il prossimo grande genio pt. 1)                                       | 5 gennaio 2023          |
| Cheonjae manjae balguldan pt. 2 (천재 만재 발굴단 pt. 2?; Il prossimo grande genio pt. 2)                                       | 10 gennaio 2023         |
| Mini undonghoe pt. 1 (미니 운동회 pt. 1?; Mini giornata dello sport pt. 1)                                                      | 14 febbraio 2023        |
| Mini undonghoe pt. 2 (미니 운동회 pt. 2?; Mini giornata dello sport pt. 2)                                                      | 21 febbraio 2023        |

## Accoglienza
Il programma ha riscosso un ampio successo su V Live, raccogliendo milioni di visualizzazioni a episodio, ed è stato recensito positivamente per la sua "sana irriverenza" e per il modo in cui permette ai BTS di mostrare aspetti di sé diversi da quando sono sul palco.
Kayti Burt del Time ha scritto che il programma "risplende grazie alla chimica delle star e allo stile di montaggio" e che "sebbene le puntate tendano a essere gloriosamente sciocche, alcuni dei migliori episodi di Run BTS includono momenti sinceri e riflessioni serie. Inoltre, c'è del tradimento competitivo che crea colpi di scena genuinamente impressionanti".

### Riconoscimenti
- V Live Award
  - 2019 – Miglior V Original[36]